# José Ruiz Cuesta
José Ruiz Cuesta (Dílar, Granada, 6 de noviembre de 1907 - Paracuellos de Jarama, Madrid, 28 de noviembre de 1936), fue religioso postulante de la Orden de San Juan de Dios, que murió víctima de los asesinatos masivos de Paracuellos. Considerado mártir por la Iglesia católica fue beatificado por Juan Pablo II el día 25 de octubre de 1992.

## Infancia
Nació en Dílar, pueblo de la diócesis y provincia de Granada el día 6 de noviembre de 1907, hijo de Antonio Ruiz Muñoz y Filomena Cuesta Gil.
Se educó en el hogar paterno principalmente, aunque frecuentó también durante algún tiempo la escuela nacional de Dílar.

## Juventud
Comenzó a trabajar muy joven y a los catorce años marchó con su padre a Argentina, fijando su residencia en Tucumán. A los dieciocho o diecinueve años de edad regresó a España, estableciéndose en Sevilla, en los hoteles del Guadalquivir, durante cinco años. Se trasladó después al Padul, donde residió un año, y por fin volvió a Dílar hacia 1932. Durante este tiempo ejerció varios oficios, entre otros, pulimentador de mármol y finalmente scomerciante.

## Vocación
Con fecha 7 de mayo de 1936 solicitó el ingreso en la Orden de San Juan de Dios mediante carta dirigida al superior de la comunidad del Sanatorio Psiquiátrico San José de Ciempozuelos. Su solicitud fue aceptada en carta del secretario provincial de la Orden; Diego Cádiz García, e ingresó como aspirante al noviciado el 14 de junio de 1936.

## Detención y cárcel
Fue detenido dos meses después, el día 7 de agosto, con toda la comunidad de Ciempozuelos, mientras los hermanos cuidaban a los enfermos psiquiátricos, y encarcelado en la prisión de San Antón, en Madrid. En la cárcel pasó casi cuatro meses.

## Final
Murió, fusilado, en las primeras horas de la mañana del 28 de noviembre de 1936 por el bando republicano. Tenía 29 años. Sus restos se encuentran en las fosas comunes del cementerio de Paracuellos de Jarama.

## Beatificación
Tras un proceso abierto en la curia diocesana de Madrid y aprobado en Roma en 1991, José Ruiz Cuesta fue beatificado por Juan Pablo II, junto a otros 71 compañeros mártires hospitalarios el día 25 de octubre de 1992.
Su fiesta se celebra el 30 de julio com «Mártires de la Hospitalidad».